# 1939 na ciência

## Eventos
- 14 de maio - Lina Medina se torna a mais jovem mãe da história da medicina.
- Descoberta do elemento Frâncio por Marguerite Catherine Perey.
- Publicação do livro The Nature of the Chemical Bond de Linus Pauling.
- Descoberta do elemento químico Frâncio[1]
- Início do levantamento geral dos Açores, pela Missão Hidrográfica das Ilhas Adjacentes a Portugal.

## Nascimentos
| Data            | Nome                           | Profissão                 | Nacionalidade  | Observações | Ref                                       |
| --------------- | ------------------------------ | ------------------------- | -------------- | --- | ----------------------------------------- |
| 1 de fevereiro  | Fritjof Capra                  | físico teórico e escritor | Áustria        | |                                           |
| 28 de fevereiro | Daniel Chee Tsui               | físico                    | China          | Nobel da Física 1928 | [ 2 ]                                     |
| 14 de abril     | Carlo Ginzburg                 | historiador               | Itália         | |                                           |
| 7 de maio       | Sidney Altman                  | bioquímico                | Canadá         | Nobel da Química 1989 | [ 3 ]                                     |
| 7 de maio       | Rudolf Bayer                   | cientista de computação   | Alemanha       | |                                           |
| 18 de maio      | Peter Grünberg                 | físico                    | Alemanha       | Nobel da Física 2007 | [ 2 ]                                     |
| 11 de agosto    | George Ellis                   | matemático                | África do Sul  | |                                           |
| 29 de agosto    | Alberto Passos Guimarães Filho | físico                    | Brasil         | |                                           |
| 24 de setembro  | Jacques Vallée                 | cientista de computação   | França         | |                                           |
| 30 de setembro  | Jean-Marie Lehn                | químico                   | França         | Medalha de Ouro Pio XI 1981 Medalha de Ouro CNRS 1981 Prémio Paracelso 1982 Nobel da Química 1987 Medalha Davy 1997 Medalha Lavoisier (SCF) 1997 Medalha Eucor 2013 | [ 4 ] [ 5 ] [ 6 ] [ 3 ] [ 7 ] [ 8 ] [ 9 ] |
| 7 de outubro    | Harold Kroto                   | químico                   | Reino Unido    | Nobel da Química 1996 Medalha Copley 2004 Prémio Michael Faraday 2001                                                                                               | [ 3 ] [ 10 ] [ 11 ]                       |
| 7 de outubro    | John Hopcroft                  | cientista de computação   | Estados Unidos | Prémio Turing 1986 | [ 12 ]                                    |
| 7 de novembro   | Barbara Liskov                 | cientista de computação   | Estados Unidos | Prémio Turing 2008 | [ 13 ] [ 12 ]                             |

## Mortes
| Data            | Nome                               | Profissão                                         | Nacionalidade                         | Observações                                                                      | Ref                         |
| --------------- | ---------------------------------- | ------------------------------------------------- | ------------------------------------- | -------------------------------------------------------------------------------- | --------------------------- |
| 12 de fevereiro | Søren Peder Lauritz Sørensen       | químico                                           | Dinamarca                             | n. 1868                                                                          |                             |
| 6 de março      | Carl Louis Ferdinand von Lindemann | matemático                                        | Alemanha                              | n. 1852                                                                          |                             |
| 13 de maio      | Stanisław Leśniewski               | filósofo e matemático                             | Polónia                               | n. 1886                                                                          |                             |
| 29 de março     | Henri Bénard                       | físico                                            | França                                | n. 1874                                                                          |                             |
| 23 de maio      | Witmer Stone                       | naturalista                                       | Estados Unidos                        | n. 1866                                                                          |                             |
| 28 de junho     | James Geikie                       | geólogo                                           | Reino Unido da Grã-Bretanha e Irlanda | n. 1859 Medalha Murchison 1907 Medalha Real 1935 Medalha Wollaston 1922          | [ 14 ] [ 15 ] [ 16 ]        |
| 28 de julho     | Alfred Harker                      | geólogo                                           | Reino Unido da Grã-Bretanha e Irlanda | n. 1859 Medalha Murchison 1907 Medalha Wollaston 1922 Medalha Real 1935          | [ 17 ] [ 14 ] [ 16 ] [ 15 ] |
| 23 de setembro  | Sigmund Freud                      | psiquiatra, neurologista, fundador da psicanálise | Império Austríaco                     | n. 1856                                                                          |                             |
| 3 de novembro   | Waldemar Lindgren                  | engenheiro e geólogo                              | Suécia / Estados Unidos               | n. 1860 Medalha de Ouro Penrose 1928 Medalha Penrose 1933 Medalha Wollaston 1937 | [ 18 ] [ 19 ] [ 16 ]        |
| 5 de novembro   | Charles Barrois                    | geólogo e paleontólogo                            | França                                | n. 1851 Medalha Bigsby 1881 Medalha Wollaston 1901                               | [ 20 ] [ 16 ]               |
| 24 de dezembro  | Woldemar Voigt                     | físico                                            | Alemanha                              | n. 1893                                                                          |                             |

## Prémios

### Medalha Bigsby
- Arthur Elijah Trueman[20]

### Medalha Bruce
- Harlow Shapley[21]

### Medalha Copley
- Thomas Hunt Morgan[10]

### Medalha Davy
- James William McBain[7]

### Medalha Real
- David Keilin[15] e Paul Dirac[15]

### Prémio Nobel
- Física - Ernest Orlando Lawrence[2].
- Química - Adolf Friedrich Johann Butenandt[3], Leopold Ruzicka[3].
- Fisiologia ou Medicina - Gerhard Domagk[22].